# Lena Furberg
Lena Furberg (née en 1957 à Skellefteå) est une auteure de bande dessinée suédoise. Elle est notamment connue pour ses bandes dessinée d'équitation.

## Distinction
- 1986 : Bourse 91:an
- 1989 : Diplôme Adamson pour sa contribution à la bande dessinée suédoise
- 2008 : Prix Unghunden pour sa contribution à la bande dessinée jeunesse en Suède